# CETOS Endpoint Manager
CETOS Endpoint Manager ist ein cloudbasiertes, modulares Produkt für das Managen von Hard- und Software des Herstellers CETOS Services AG aus Berlin. Das Produkt bietet mit dem Modul CEM Asset Möglichkeiten zur Inventarisierung von Hard- und Software und ist in Kombination mit dem Modul CEM Install ein Softwareverteilungssystem. Das System setzt keine IT-Infrastruktur voraus und arbeitet unabhängig von Domänen und/oder Workgroups. Damit ist es möglich, Computer, die nicht in einem Firmennetzwerk integriert sind, mit Software zu bestücken.

## Systemaufbau
CETOS Endpoint Manager ist eine Webanwendung mit einer SQL Datenbank im Hintergrund. Bestandteil des Systems ist ein Software-Agent, der auf den zu verwaltenden Computern installiert wird und für die Kommunikation zwischen den Computern und dem System benötigt wird.

## Grundfunktionen
Das Programm erkennt mithilfe eines auf den Computern zu installierenden Software-Agenten Hard- und Software der entsprechenden Computer. Die gewonnenen Daten können als Report dargestellt werden und bilden die Basis für eine automatisierte Verwaltung der Computer.
Das Verwalten der Computer erfolgt über eine webbasierte Benutzeroberfläche mit einer SQL-Datenbank im Hintergrund. Die zu verwaltenden Computer lassen sich einzeln oder in Gruppen mit Software bestücken, ohne Abhängigkeit von sonst üblichen Serverstrukturen.

## Einsatzbereich
Der Einsatz der Software ist für Unternehmen gedacht, die die Softwareverteilung automatisieren wollen oder aufgrund der vorhandenen Struktur aus Gründen der Effizienz wirtschaftlich dazu gezwungen sind. Für die Softwareverteilung sind Softwarepakete erforderlich, die eine unbeaufsichtigte Installation erst zulassen. In den meisten Fällen werden Softwarepakete im Microsoft MSI-Format verwendet.

## Entstehung
Das Produkt wurde mit dem Ziel entwickelt, eine automatisierte Softwareverteilung außerhalb von gewöhnlichen bzw. üblichen IT-Infrastrukturen zu ermöglichen. Die Produktentwicklung wurde 2015 begonnen und seitdem kontinuierlich weitergeführt. Seit 2017 ist das Produkt auf dem Markt erhältlich.

## Lizenzen
CETOS Endpoint Manager ist ein kommerzielles Produkt.